# La Casita Blanca, la ciutat oculta
La Casita Blanca. La ciutat oculta és un documental català del 2002 dirigit per Carles Balagué. Documental sobre la Barcelona de la postguerra. El títol fa referència al popular meublé La Casita Blanca.

## Argument
Documental sobre la Barcelona de 1945 a 1950 que recrea els robatoris de la guerrilla urbana de José Luis Facerías als meublés on fornicarien els rics de l'època. Al mateix temps, diversos especialistes del tema analitzen la Barcelona amagada: el mercat negre, la misèria, les targetes de racionament, les cases de cites, el maquis urbà o el secret polític. I, en canvi, el Congrés Eucarístic o les visites de Franco i Eva Perón a Barcelona.

## Repartiment
- Roger Casamajor: Facerías
- Ricard Borràs: Client assassinat
- Elvira Prado: Noia del client assassinat
- Vicente Gil: Pedro
- Jaume Abella: Ell mateix
- David Berga
- Jaume Boix: Ell mateix
- Josep Maria Carandell: Ell mateix
- Josep Antoni Codina: Ell mateix
- Jaume Dagués
- Carmen de Lirio: Ella mateixa
- Jennifer Domínguez
- Pilar Eyre: Ella mateixa